# Lorenzo (Rapper)

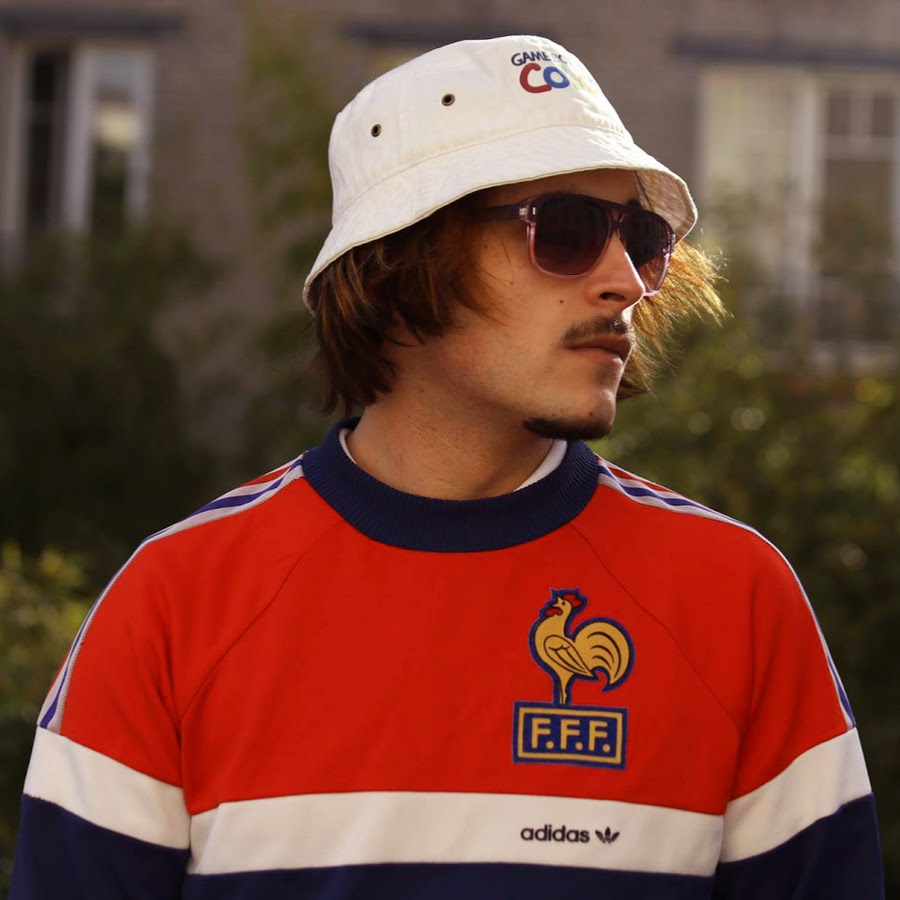
Lorenzo (2016)

Lorenzo (* 4. Juni 1994 in Brest; bürgerlich Jérémie Serrandour) ist ein französischer Rapper.

## Karriere
Von 2014 bis 2019 war Lorenzo unter dem Pseudonym Larry Garcia Teil der Rapcrew Columbine.
Im Laufe des Jahres 2016 begann er humoristische Musikvideos auf YouTube hochzuladen.
2017 erschien sein erstes Soloalbum Empereur du sale. Die darauf veröffentlichte Single Fume à fond schaffte es bis auf Platz 11 der französischen Charts.
In den folgenden Jahren schaffte er es mit seinen Nachfolgealben Rien à branler (2018), Sex In The City (2019) und Légende vivante (2022) jeweils auf Platz eins in Frankreich.

## Diskografie

### Alben
| Jahr | Titel Musiklabel     | Höchstplatzierung, Gesamtwochen, AuszeichnungChartplatzierungen (Jahr, Titel, Musiklabel, Platzierungen, Wochen, Auszeichnungen, Anmerkungen) | Höchstplatzierung, Gesamtwochen, AuszeichnungChartplatzierungen (Jahr, Titel, Musiklabel, Platzierungen, Wochen, Auszeichnungen, Anmerkungen) | Höchstplatzierung, Gesamtwochen, AuszeichnungChartplatzierungen (Jahr, Titel, Musiklabel, Platzierungen, Wochen, Auszeichnungen, Anmerkungen) | Anmerkungen                            |
| Jahr | Titel Musiklabel     | FR | BEW | CH | Anmerkungen                            |
| ---- | -------------------- | --- | --- | --- | -------------------------------------- |
| 2017 | Empereur du sale MFC | FR102 Gold · (38 Wo.)FR | BEW138 (8 Wo.)BEW | — | Erstveröffentlichung: 4. Mai 2017      |
| 2018 | Rien à branler MFC   | FR1 ×2Doppelplatin · (104 Wo.)FR | BEW4 (124 Wo.)BEW | CH10 (3 Wo.)CH | Erstveröffentlichung: 23. Februar 2018 |
| 2019 | Sex In The City MFC  | FR1 Platin · (71 Wo.)FR | BEW3 (64 Wo.)BEW | CH5 (6 Wo.)CH | Erstveröffentlichung: 23. August 2019  |
| 2022 | Légende vivante MFC  | FR1 Platin · (63 Wo.)FR | BEW7 (54 Wo.)BEW | CH16 (4 Wo.)CH | Erstveröffentlichung: 2. Dezember 2022 |

### Singles
| Jahr | Titel Album                              | Höchstplatzierung, Gesamtwochen, AuszeichnungChartplatzierungen (Jahr, Titel, Album, Platzierungen, Wochen, Auszeichnungen, Anmerkungen) | Höchstplatzierung, Gesamtwochen, AuszeichnungChartplatzierungen (Jahr, Titel, Album, Platzierungen, Wochen, Auszeichnungen, Anmerkungen) | Anmerkungen                                               |
| Jahr | Titel Album                              | FR | BEW | Anmerkungen                                               |
| --- | ---------------------------------------- | --- | --- | --------------------------------------------------------- |
| 2017 | Freestyle du sale Empereur du sale       | FR170 Diamant · (5 Wo.)FR | — | Erstveröffentlichung: 7. März 2017                        |
| 2017 | Le son qui fait plaiz Empereur du sale   | FR70 Gold · (4 Wo.)FR | — | Erstveröffentlichung: 27. März 2017                       |
| 2017 | Fume à fond Empereur du sale             | FR11 Diamant · (45 Wo.)FR | — | Erstveröffentlichung: 16. Juni 2017                       |
| 2018 | Carton rouge Rien à branler              | FR5 (23 Wo.)FR | — | Erstveröffentlichung: 12. Januar 2018                     |
| 2019 | Damdamdeo Sex In The City                | FR16 Platin · (16 Wo.)FR | — | Erstveröffentlichung: 4. Juli 2019                        |
| 2020 | Je vous déteste tous Sex In The City     | FR17 Platin · (10 Wo.)FR | — | Erstveröffentlichung: 16. April 2020                      |
| 2020 | Fonsdé toute la night –                  | FR68 (2 Wo.)FR | — | Erstveröffentlichung: 30. Juli 2020                       |
| 2021 | Légende vivante                          | FR36 Gold · (5 Wo.)FR | — | Erstveröffentlichung: 6. Mai 2021                         |
| 2022 | Catastrophe Légende vivante              | FR113 (2 Wo.)FR | — | Erstveröffentlichung: 14. April 2022                      |
| 2022 | La kush Légende vivante                  | FR10 Gold · (9 Wo.)FR | — | Erstveröffentlichung: 27. Oktober 2022 feat. Tony Corrida |
| Folgende Lieder erschienen nicht als Single, wurden aber durch das Album zum Download und Streaming bereitgestellt und konnten somit eine Platzierung erlangen: |                                          | | |                                                           |
| |                                          | | |                                                           |
| 2018 | Bizarre Rien à branler                   | FR4 Platin · (19 Wo.)FR | — | feat. Vald                                                |
| 2018 | Tu le C Rien à branler                   | FR12 Platin · (23 Wo.)FR | — |                                                           |
| 2018 | Ce genre Rien à branler                  | FR26 Gold · (4 Wo.)FR | — | feat. Columbine                                           |
| 2018 | Bizness Rien à branler                   | FR34 Gold · (3 Wo.)FR | — |                                                           |
| 2018 | Champagne & pétou Rien à branler         | FR37 (3 Wo.)FR | — | feat. Charles Vicomte                                     |
| 2018 | Faudrait Rien à branler                  | FR52 (3 Wo.)FR | — |                                                           |
| 2018 | Les ovni Rien à branler                  | FR55 (2 Wo.)FR | — |                                                           |
| 2018 | Rien à branler                           | FR64 (2 Wo.)FR | — |                                                           |
| 2018 | Sucer la bite Rien à branler             | FR66 (2 Wo.)FR | — |                                                           |
| 2018 | Ouai mon gars Rien à branler             | FR72 (2 Wo.)FR | — |                                                           |
| 2018 | Bouteille d’eau Rien à branler           | FR89 (2 Wo.)FR | — |                                                           |
| 2019 | Nique la bac Sex In The City             | FR6 Platin · (14 Wo.)FR | — |                                                           |
| 2019 | Toujours plus Sex In The City            | FR13 (5 Wo.)FR | — | feat. Orelsan                                             |
| 2019 | Power Rangers Sex In The City            | FR22 Gold · (6 Wo.)FR | — |                                                           |
| 2019 | Nous deux Sex In The City                | FR33 Gold · (11 Wo.)FR | — | feat. Shy’m                                               |
| 2019 | MBK Rocket Sex In The City               | FR35 (5 Wo.)FR | — |                                                           |
| 2019 | Kekchose Sex In The City                 | FR37 (2 Wo.)FR | — |                                                           |
| 2019 | Voyage auditif Sex In The City           | FR45 (2 Wo.)FR | — | feat. Le Poto Rico                                        |
| 2019 | Sexto Sex In The City                    | FR47 (3 Wo.)FR | — |                                                           |
| 2019 | Impec Sex In The City                    | FR48 (2 Wo.)FR | — | feat. Tommy Cash & Vladimir Cauchemar                     |
| 2019 | Nana Sex In The City                     | FR50 (2 Wo.)FR | — | feat. Les Anticipateurs                                   |
| 2019 | Parler de quoi Sex In The City           | FR51 (4 Wo.)FR | — |                                                           |
| 2019 | Pumpidup Sex In The City                 | FR62 (2 Wo.)FR | — | feat. Oliver Tree                                         |
| 2019 | Juste un soir Sex In The City            | FR81 (2 Wo.)FR | — |                                                           |
| 2019 | Intro Sex In The City                    | FR84 (1 Wo.)FR | — |                                                           |
| 2019 | Ah c’est cool Sex In The City            | FR85 (2 Wo.)FR | — |                                                           |
| 2019 | Revolver rose Sex In The City            | FR106 (1 Wo.)FR | — |                                                           |
| 2022 | Coco Légende vivante                     | FR4 Platin · (15 Wo.)FR | BEW20 (2 Wo.)BEW |                                                           |
| 2022 | Le daron Légende vivante                 | FR30 Gold · (4 Wo.)FR | — | feat. Jean Dujardin & Vladimir Cauchemar                  |
| 2022 | Dans l’appart’ Légende vivante           | FR76 (2 Wo.)FR | — | feat. Heuss l’Enfoiré                                     |
| 2022 | Lorenzo Légende vivante                  | FR105 (2 Wo.)FR | — |                                                           |
| 2022 | Amy Winehouse Légende vivante            | FR124 (2 Wo.)FR | — |                                                           |
| 2022 | Arrêter le temps Légende vivante         | FR138 (2 Wo.)FR | — |                                                           |
| 2022 | Boss final Légende vivante               | FR146 (2 Wo.)FR | — |                                                           |
| 2022 | Charizard Légende vivante                | FR158 (2 Wo.)FR | — | feat. Bbno$                                               |
| 2022 | Honoré Légende vivante                   | FR176 (2 Wo.)FR | — |                                                           |
| 2022 | Les poissons dans la mer Légende vivante | FR181 (1 Wo.)FR | — |                                                           |